# 米歇尔·黑格
米歇尔·黑格（英語：Michelle Hager，1966年10月3日—），旧姓凯普斯（Capes），澳大利亚女子曲棍球运动员。她曾代表澳大利亚国家队参加1988年和1992年夏季奥林匹克运动会曲棍球比赛，其中1988年奥运会获得一枚金牌。